# Scott Act
Der Scott Act (deutsch: Scott-Gesetz) war ein 1888 verabschiedetes US-amerikanisches Bundesgesetz, das festlegte, dass chinesische Migranten, auch wenn sie in die USA zuvor legal eingereist waren, nach einem Verlassen des amerikanischen Staatsgebiets nicht wieder einreisen durften.

## Hintergrund und Geschichte
Das Gesetz ergänzte die Bestimmungen des 1880 verabschiedeten Chinese Exclusion Acts, der die gesetzliche Grundlage dafür gebildet hatte, dass chinesischen Neueinwanderern die Einreise in die USA verwehrt werden konnte. Mit dem Scott Act schlossen sich die amerikanischen Grenzen auch für solche Chinesen, die bereits vor Inkrafttreten dieser Gesetze eingewandert waren: sobald sie die USA verließen, etwa um China zu besuchen, durften sie nicht wieder einreisen. Bis zum Inkrafttreten der Regelung hatten die Behörden auf Antrag so genannte exit visa ausgestellt, die ausreisenden Chinesen eine problemlose Wiedereinreise in die USA ermöglichten. Diese Möglichkeit entfiel nun.
Der Scott Act, eine Initiative des Abgeordneten William Lawrence Scott, wurde am 1. Oktober 1888 von US-Präsident Cleveland unterzeichnet, nachdem sich der Versuch des Außenministeriums, sich über die Abschottung der USA mit China bilateral, d. h. auf dem Wege eines völkerrechtlichen Vertrages (Bayard-Zhang Treaty) zu verständigen, als problematisch erwiesen hatte.
Während die chinesische Regierung das Gesetz nicht anerkannte, wurde seine Verabschiedung in Kalifornien, dem US-Bundesstaat mit dem höchsten chinesischen Bevölkerungsanteil, von der europäischstämmigen Bevölkerung mit Massendemonstrationen gefeiert. Die Zahl der chinesisch-amerikanischen Migranten, die sich zu diesem Zeitpunkt außerhalb der amerikanischen Landesgrenzen aufhielten, betrug ca. 20.000. Sie durften nicht wieder einreisen.
Betroffen waren von dem Gesetz auch Tausende von chinesisch-amerikanischen Fischern, die mit ihren Fangbooten die 3-Meilen-Zone vor der amerikanischen Westküste nicht mehr verlassen konnten und ihr Gewerbe infolgedessen aufgeben mussten.

## Weblink
- Scott Act (1888) (engl.)